# Малая Пайдугина
Малая Пайдугина — река в России, протекает по Верхнекетскому и Парабельскому районам Томской области. Устье реки находится в 373 км по левому берегу реки Пайдугина. Длина реки составляет 42 км. Левый приток Рассыпной примыкает в 27 км от устья. Высота устья — 107 м над уровнем моря. Высота истока — 147 м над уровнем моря.

## Данные водного реестра
По данным государственного водного реестра России относится к Верхнеобскому бассейновому округу, водохозяйственный участок реки — Кеть, речной подбассейн реки — бассейн притоков (Верхней) Оби от Чулыма до Кети. Речной бассейн реки — (Верхняя) Обь до впадения Иртыша.
Код объекта в государственном водном реестре — 13010600112115200028006.